# قولنج نوزادان

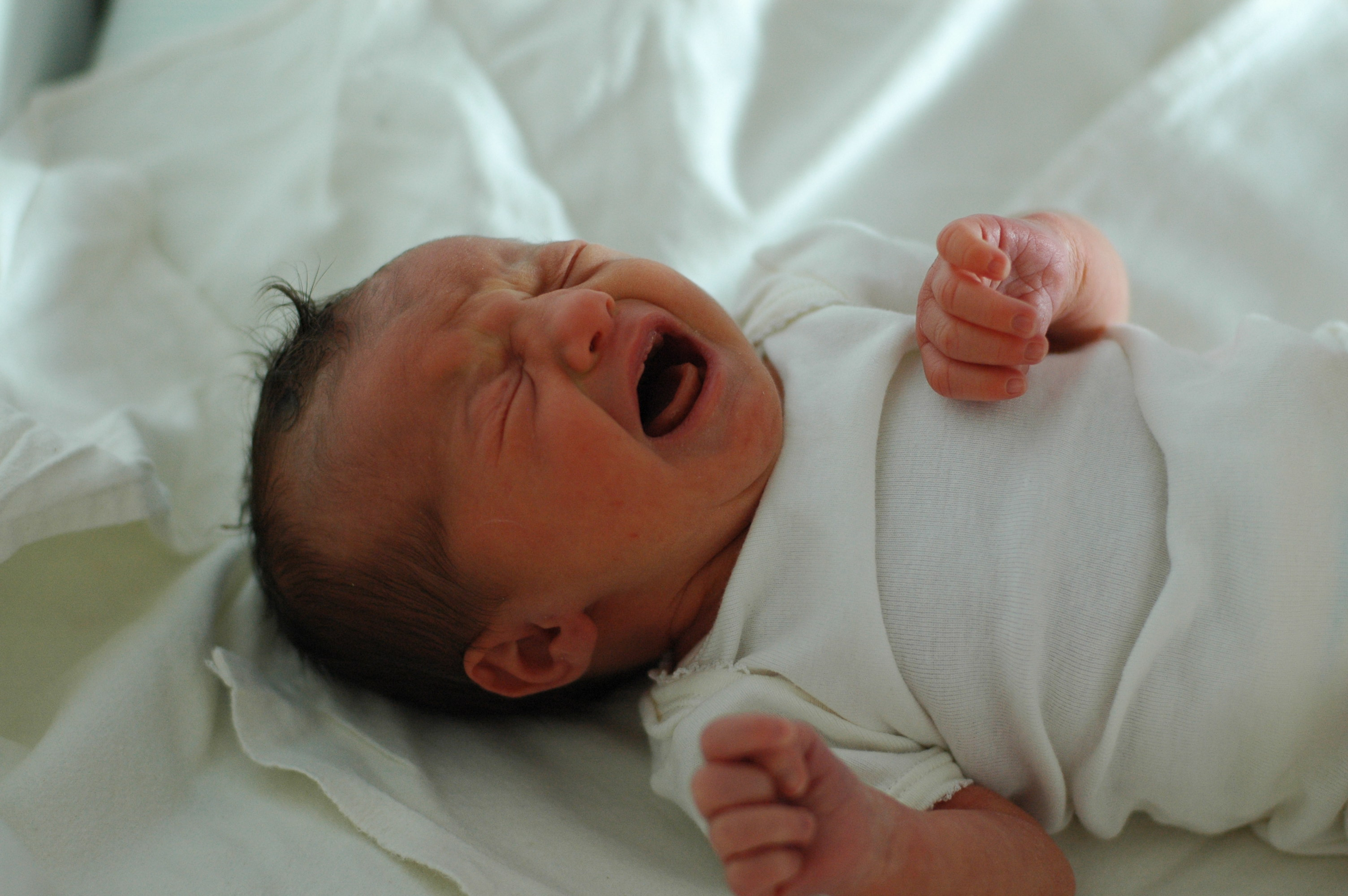
کودکی که به خاطر درد کولیک گریه می‌کند

کولیک نوزاد (به انگلیسی: Baby colic) یا قولنج نوزادی به گریه‌های بی‌وقفه بیش از سه ساعت در روز که بیش از سه روز در هفته رخ دهد و حداقل سه هفته تداوم یابد، در نوزادان دو هفته تا چهارماهه‌ای که جز این سالم به نظر می‌رسند، گفته می‌شود. علت بروز کولیک نوزادی هنوز مشخص نشده‌است. کمتر از ۵٪ نوزادانی که بیش از اندازه گریه می‌کنند، دارای یک عارضه جسمی هستند.
گریه‌های ناشی از کولیک نوزاد می‌توانند موجب اضطراب در روابط، نقصان در شیردهی، افسردگی پس از زایمان، مراجعه‌های بی‌مورد به پزشک، یا آزار کودک، از جمله سندروم تکان شدید کودک شوند.
کولیک نوزادی در ۱۰ تا ۴۰ درصد از نوزادان رخ می‌دهد. درمان آن عموماً غیرمداخله‌گرانه است، و بدون استفاده از داروهای معمول یا جایگزین صورت می‌گیرد. کولیک نوزادی اغلب در سه یا چهارماهگی ناپدید می‌شود، اما ممکن است تا یک‌سالگی نیز ادامه یابد. هیچ‌گونه آسیب درازمدتی در ارتباط با کولیک نوزادی وجود ندارد.

## نشانه‌ها و علائم
به گریه‌های بی‌وقفه بیش از سه ساعت در روز که بیش از سه روز در هفته رخ دهد و حداقل سه هفته تداوم یابد، در نوزادان دو هفته تا چهارماهه‌ای که جز این سالم به نظر می‌رسند، گفته می‌شود. در مقابل، نوزادان عادی به‌طور متوسط روزی دو ساعت گریه می‌کنند، که مقدار آن در ۶ هفتگی به حداکثر می‌رسد. در صورت وجود کولیک، بازه‌های گریه معمولاً در زمان غروب و بدون هیچ دلیل مشخصی رخ می‌دهند. علائم مرتبط می‌توانند شامل جمع کردن پاها به سمت شکم، صورت سرخ شده، دست‌های گره کرده، و ابروهای در هم رفته باشند. صدای گریه اغلب زیر (گوش‌خراش) است.

### اثرات بر روی خانواده
نوزاد دارای کولیک ممکن است بر ثبات خانواده تأثیر بگذارد و موجب اضطراب یا افسردگی کوتاه‌مدت در مادر شود. همچنین ممکن است باعث بروز خستگی یا استرس در والدین شود.
گریه مداوم کودک رابطه مستقیمی با ناسازگاری شدید مادرانه، افسردگی پس از زایمان، توقف پیش از موعد شیردهی، مراجعه‌های مکرر به پزشک، سیگار کشیدن مادر، و افزایش بیش از چهاربرابری تست‌های آزمایشگاهی و تجویزهای داروی بازگشت اسید دارد. نوزادان دارای کولیک ممکن است در معرض کودک‌آزاری، به خصوص سندروم تکان شدید کودک قرار گیرند.

## عامل‌ها
عامل بروز کولیک عموماً شناخته شده نیست. کمتر از ۵٪ از نوزادانی که بیش از اندازه گریه می‌کنند دارای یک عارضه جسمی، همچون یبوست، بازگشت اسید به مری، عدم تحمل لاکتوز، آلرژی به شیر گاو، شکاف مقعدی، لخته خون در مغز، یا میگرن نوزادی هستند. گرچه در گذشته تصور می‌شد که کولیک ناشی از عوامل گوارشی همچون درد ناشی از گاز باشد، اکنون این تصور رد شده‌است. عوامل روانشناختی و اجتماعی نیز نقش کمی دارند. شواهدی وجود دارد که دود سیگار ممکن است احتمال بروز آن را افزایش دهد. تغذیه با شیر مادر یا شیر خشک ارتباط خاصی با کولیک ندارد، و بروز آن در هر دو دسته مشابه است.
پیچیدگی‌های زمان زایمان می‌تواند تأثیر مستقیمی بر روی نوزاد داشته باشد. محققان رابطه مستقیمی میان پیچیدگی‌های زمان زایمان و میزان گریه نوزاد یافته‌اند. زایمان‌های پراسترس‌تر با گریه‌های بیشتر در ارتباط بودند.
برخی محققان مطرح نموده‌اند که کولیک می‌تواند یک استراتژی فریب تکامل‌یافته باشد: نوزادان کولیکی توجه بیشتری را نسبت به سایر نوزادان دریافت می‌کنند. نسبت بروز کولیک نشان‌دهنده برقراری یک تعادل میان نیاز تکامل‌یافته ارتباط قابل‌اطمینان نوزاد و سود فردی ناشی از این فریب است. به گفته ماستریپیری، نخستی‌شناس در دانشگاه شیکاگو، «اگر تمام نوزادان ژن‌های کولیک را داشته باشند، اثربخش نخواهد بود، اما اگر به اندازه کافی نادر باشد که والدین ندانند که آنها صادق هستند یا نه، آنگاه تأثیرگذار خواهد بود.»

## تشخیص
کولیک زمانی تشخیص داده می‌شود که سایر عامل‌های احتمالی گریه رد شوند. این کار معمولاً با توجه به سابقه پزشکی و آزمون فیزیکی امکان‌پذیر است، و در اکثر موارد نیازی به تست‌هایی همچون اشعه ایکس یا آزمایش خون نیست. کودکانی که گریه می‌کنند، ممکن است تنها گرسنه، ناراحت یا بیمار باشند.
علائم نگران‌کننده شامل: افزایش دمای بدن، سابقه مشکلات تنفسی، یا عدم افزایش وزن مناسب در کودک هستند.
«چراغ قرمز» هایی که نشان‌دهنده نیاز به رسیدگی‌های بیشتر هستند، شامل:
- استفراغ (استفراغی که سبز یا زرد، خونی یا بیش از ۵ بار در روز رخ دهد)
- تغییر مدفوع (یبوست یا اسهال، به خصوص همراه با خون یا خلط)
- دمای غیرعادی (دمای مقعدی کمتر از ۹۷٫۰ درجه فارنهایت (۳۶٫۱ درجه سلسیوس) یا بیشتر از ۱۰۰٫۴ درجه فارنهایت (۳۸٫۰ درجه سلسیوس))
- تحریک‌پذیری (گریه مداوم در تمام روز، با بازه‌های آرامش کوتاهی در میان آن)
- بی‌حالی (خواب‌آلودگی بیش از اندازه، عدم لبخند یا نگاه مشتاق، مکیدن ضعیف که بیش از ۶ ساعت ادامه یابد)
- افزایش ضعیف وزن (کمتر از ۱۵ گرم در روز)

مشکلاتی که در صورت وجود یکی از علائم بالا بایستی مورد بررسی قرار گیرد:
- عفونت‌ها (مانند عفونت گوش، عفونت ادرار، مننژیت، عفونت آپاندیس)
- دردهای گوارشی (مانند آلرژی غذایی، بازگشت اسید، یبوست، انسداد گوارشی)
- مشکلات تنفسی (بر اثر عواملی مانند سرماخوردگی، گرد و خاک بسیار، انسداد مادرزادی بینی، زبان بسیار بزرگ)
- افزایش فشار مغز (مانند لخته خون، هیدروسفالی)
- درد پوستی (مانند سوزن پوشک باز، جوش‌های تحریک شده، موی پیچیده دور انگشت)
- درد دهانی (مانند عفونت قارچ)
- درد کلیه (مانند انسداد سیستم ادرار)
- درد چشم (مانند قرنیه آسیب‌دیده، گلوکوما)
- مصرف بیش از اندازه (مانند ویتامین D یا سدیم بیش از اندازه)
- موارد دیگر (مانند سردرد میگرنی، مشکل قلبی، پرکاری تیروئید)

نوزادانی که دائماً آزرده هستند، افزایش وزن کمی دارند، و هر روز بیش از ۵ بار استفراغ می‌کنند، یا مشکلات تغذیه‌ای جدی دیگری دارند بایستی برای بیماری‌های دیگری (همچون عفونت ادراری، انسداد گوارشی، بازگشت اسید) آزمایش شوند.

## درمان
ادارهٔ کولیک عموماً غیرمداخله‌گرانه است و شامل اطمینان‌بخشی به والدین است. اقدامات آرام‌سازانه می‌توانند مورد استفاده قرار گیرند، شامل: قنداق کردن با پاهای خم کرده، گرفتن نوزادان بر روی بغل یا شکم‌شان، تاب‌دادن بچه به اطراف یا جلو و عقب همراه با پشتیبانی مناسب از سر، درآوردن صدای هیس، و شیر دادن مادر یا استفاده از پستانک. ارتباط چشمی، صحبت کردن، و بغل کردن نوزاد نیز از اقدامات مناسب دیگر هستند، گرچه هنوز مشخص نشده‌است که آیا این اقدامات اثربخشی بیشتری از پلاسبو دارند یا نه. هیچ دارویی یافت نشده‌است که هم بی‌خطر و هم اثربخش باشد. سیمتیکون داروی بی‌خطری است ولی تأثیری ندارد، درحالی‌که دی‌سیکلومین تأثیرگذار است اما بی‌خطر نیست. شواهدی موجود نشانه‌ای از اثربخشی سیمتروپیوم برومید ندارد، و شواهد بسیار کمی از اثر بخشی داروها یا روش‌های جایگزین وجود دارد.

### رژیم غذایی
معمولاً نیازی به تغییر رژیم غذایی در نوزاد وجود ندارد. برای مادرانی که از شیر خود به نوزاد می‌دهند، یک رژیم غذایی عاری از مواد آلرژی‌زا — مانند محصولات لبنی، تخم‌مرغ، گندم، و آجیل‌ها — ممکن است شرایط را بهبود بخشد. اگر علائم ناشی از آلرژی به شیر گاو باشد، تغییر شیر خشک به شیر خشک ساخته شده از سویا یا شیر خشک حاوی پروتئین هیدرولیز شده می‌تواند مفید باشد. شواهد سودمندی شیر خشک حاوی پروتئین هیدرولیز شده بیشتر است، و سودمندی شیر خشک ساخته شده از سویا هنوز مورد اختلاف است. علاوه بر این، هر دوی این شیرخشک‌ها گرانتر هستند، و به اندازه شیر خشک معمولی هم خوشمزه نیستند. مکمل‌های فیبردار هیچ گونه سودمندی ندارند.

### داروهای جایگزین
هیچ اثر سودبخشی خاصی از spinal manipulation یا ماساژ مشاهده نشده‌است. انواع مختلفی از گریپ واتر (یک داروی خانگی ساخته شده از ترکیبات شیرین سبزی‌ها، و گاهی همراه با الکل) طبق گفته‌ها می‌تواند علائم را بهبود بخشد، اما مسائل ایمنی خاصی در ارتباط با استفاده از آن‌ها وجود دارد. شواهد، استفاده از لاکتاز، یا پروبیوتیک‌ها را پشتیبانی نمی‌نماید.

## روند بیماری
نوزادانی که کولیکی هستند، در یک سالگی از لحاظ خلق و خو همانند همسالان غیرکولیکی‌شان هستند.

## همه‌گیری
کولیک ۱۰ تا ۴۰ درصد از نوزادان را تحت تأثیر قرار می‌دهد، و به یک نسبت میان پسران و دختران رخ می‌دهد.

## تاریخچه
واژه «کولیک» از واژه یونان باستان برای روده گرفته شده‌است.
در گذشته، کودکان گریان را با مواد مخدر آرام می‌نموده‌اند. در قرن دوم پیش از میلاد، پزشک یونانی گالن، تریاک را برای آرام نمودن کودکان آزرده تجویز می‌نمود، و در طی قرون وسطی در اروپا، مادران و پرستاران شیرده پستان‌های خود را پیش از شیر دادن به نوزاد آغشته به تریاک می‌نمودند. الکل نیز معمولاً به نوزادان داده می‌شد.
در دهه‌های گذشته، دکترها درمان کودکان کولیکی با داروهای آرام‌بخش (مانند فنوباربیتال، والیوم، الکل)، مسکن‌ها (مانند تریاک)، یا داروهای ضدتشنج (مانند سکوپولامین، دوناتال، دی‌سیکلومین) را توصیه می‌نمودند، اما هیچ‌یک از این‌ها دیگر توصیه نمی‌شود، به علت عوارض جانبی شدید آنها، از جمله مرگ.